# Ани Иванова
Ани Иванова (родена като Антоанета Иванова) е изкуствоведка и кураторка на културно наследство от български произход, с изяви в Австралия, Тайван и други държави.

## Биография
Ани Иванова е родена в Трявна, България. Баща ѝ е индустриален дизайнер; майка ѝ – преподавател по драма и музика. В края на 1980-те години Иванова учи в Националното училище по полиграфия и фотография, София, където специализира фотожурналистика. По време на политическите промени от 1989 г. Иванова работи като младши репортер, асистент на Олег Попов, фотожурналист от Ройтерс. След това се премества в Лондон, където учи дизайн в Лондонския колеж за мода. През 1994 г. емигрира в Австралия.
Получава бакалавърска степен по изящни изкуства от Университета на Тасмания (1998) с дисертация върху влиянието на средствата за масова информация при репортажи, свързани със зверства при военни конфликти. Притежава и магистърска квалификация в областта на външната политика и международната търговия от Висше училище по бизнес и икономика, Университет Монаш в Мелбърн.

## Кариера
От 1996 г. е куратор на международни изложби, конференции и проекти, свързани с културната дипломация. Член е на Aвстралийския институт на директорите на дружества и Австралийския институт за международни отношения.
Работи в национални и международни комисии, като Национална програма за дигиталните медии, Международна конференция по дигитални изкуства и култура (MelbourneDAC) в Мелбърн, Консултативна група на изкуствоведите в Австралия, Австралийска мрежа за изкуство и технологии, Биенале на електронните изкуства в Пърт, ACM SIGGRAPH, и Международен консултативен съвет на Седмицата на дизайна в Мелбърн (agIDEAS).
Председател и изпълнителен продуцент на международни конференции и поканен лектор по теми, свързани с културната индустрия.
Иванова е съосновател и изпълнителен директор на първата агенция за нови медийни изкуства в Австралия.
Сътрудничила е с различни културни учреждения в света: Център „Жорж Помпиду“ във Франция; „Арс Електроника“ в Австрия; „Барбикан“ във Великобритания, Смитсоновия институт в САЩ; Националния музей на императорския дворец в Тайван, Австралийския център за филмово изкуство и Галерията за модерно изкуство на Куинсланд в Австралия.

### Тайван
От 2010 г. Иванова живее между Мелбърн и Тайпе. В Тайван е повече известна с китайското си име, дадено от приятел, 易安妮 (И'Aн-Ни).
Иванова е първият куратор, обиколил Тайван, за да работи с тайванските аборигени, посещавайки творци от всяко племе.
Издава книгата „Taiwan by Design“ през 2016 г.
За работата си в Тайван получава наградата „Австралийски изкуства в Азия“. Иванова получава и стипендия от тайванското правителство, за да изучава китайски език в Тайпе.